# Mitch Malloy
Mitch Malloy (Dickinson, 24 agosto 1964) è un cantante, compositore e produttore discografico statunitense.
Il suo primo disco, pubblicato sotto la major RCA e omonimo, vide la partecipazione di turnisti celebri come Mickey Curry, Hugh McDonald e Michael Thompson. Il suo primo singolo, Anything At All, fu una hit da top 20 rock e pop in USA. 
Il terzo singolo, Our Love Will Never Die, lo portò ad apparire al The Tonight Show di Jay Leno, mentre il secondo album Ceilings And Walls vide le partecipazioni di Bernie Leadon, Mike Rutherford e Paul Carrack.
Per un breve periodo fu cantante dei Van Halen dopo l'uscita di Sammy Hagar. Nel 2018 è diventato il cantante dei Great White in sostituzione di Terry Ilous.

## Discografia

### Solista
- Mitch Malloy (1992)
- Ceilings & Walls (1994)
- Shine (2000)
- Malloy '88 (2003)
- The Best Of (2004)
- Faith (2008)
- Live from Rock City DVD (2009)
- Mitch Malloy II (2011)
- Making Noise  (2016)

### Con i Fluid Sol
- Fluid Sol (2004)

### Con i South of Eden
- South Of Eden (2010)

### Con i Infinity
- Infinity (2011)